# FOAMSTARS
『FOAMSTARS』（フォームスターズ）は、トイロジックが開発しスクウェア・エニックスより2024年2月6日に発売されたPlayStation 4/PlayStation 5用サードパーソン・シューティングゲーム、3D対戦アクションゲーム。

## 概要
「アワ」を発射する武器を装備した4人のチーム同士によるオンライン対戦ゲーム。作中ではアワを撃ちあう戦いを「フォームスマッシュ」と呼び、フォームスマッシュの聖地とされる街「バスベガス」（Bath Vegas）の各地を舞台に、人気と実力を兼ね備えたスター選手たち「フォームスター」による戦いが繰り広げられる。
発射したアワを相手に当て続けると、アワに包まれた無気力状態「フォームドアップ」となり、この状態で体当たりすると「チル」（倒す）となる。また、発射したアワは地面に着くと盛りあがっていき、それを足場にすることができる。シューター系のゲームは一般的に高所が有利とされているが、本作では地面にアワを盛ることで高所を自ら作り出せるのが特徴の一つとなっている。
発売日の2024年2月6日から2024年3月4日の期間にPlayStation Plusのフリープレイ用ソフトとして提供され、この期間にダウンロードしたユーザーは、期間終了後もPlayStation Plusに加入している限り引き続きプレイできる。
本作では約1か月ごとのシーズン制でサービスが展開され、シーズンごとにシーズンパスやキャラスキン、新キャラクターやマップなどのコンテンツが追加される。また、2024年10月4日（金）より本作の本体価格が無料に改定され、PlayStation Plusに加入していなくても本作のオンラインプレイを無料で利用可能となった。

## ゲームシステム
フォームスター
プレイヤーが操作するキャラクターを「フォームスター」と呼び、マッチメイク完了後に各プレイヤーが使用キャラクターを選択する。フォームスターによって使用できる「フォームガン」や「スキル」が異なっている。
フォームガン
アワを発射する武器のことを「フォームガン」と呼ぶ。フォームガンはキャラクターごとに種類が決まっており、発射されるアワの性能が異なっている。
スキル
本作ではキャラクターごとに異なる「スキル」があり、各スキルのゲージが満タンになっていれば任意のタイミングで発動できる。スキルは通常の2種類のスキルのほか、強力な効果を発揮する「スーパースタースキル」がある。
フォームドアップ
アワを相手に当てつづけるとその相手がアワまみれになり「フォームドアップ」という無気力状態になる。この状態になったプレイヤーは移動以外のアクションができなくなり、そのまま一定時間経過するか相手プレイヤーに「スライドキック」を受けると「チル」されてしまう。
チル
フォームドアップ中の相手にむかって、スライドボードで滑りながら体当たり（スライドキック）をすると、その相手をふっとばして倒すことができる。本作では相手を倒すことを「チル」と呼び、チルされたプレイヤーは一定時間後にスタート地点で復活する。
また、味方がフォームドアップされた場合、同様にスライドキックをするとその味方をすぐに復活させることができる。
アワ
発射されたアワは地面に着くと盛り上がっていき、アワの上を足場にすることができる。そのまま同じ個所にアワを打ち続けると、アワをさらに高く盛り上げることが可能。
なお、フィールド上にある相手チームのアワは、自分のチームのアワを当て続けると打ち消せる。
スライドボード
本作では、自分のチームカラーのアワの上ならスライドボードに乗って高速で移動することができる。

## ゲームモード

### バーサスモード
SMASH THE STAR
常設で開催されるバトルルール。相手チームのプレイヤーを合計7回倒すと、相手チームで最も活躍したプレイヤーが「スタープレイヤー」として選出され、このスタープレイヤーを倒すと勝利となる。
HAPPY BATH SURVIVAL
チーム4人が外野と内野に2人ずつ分かれ、外野プレイヤーは内野のサポートを行い、内野プレイヤーは相手の内野プレイヤー2人の撃破を目指す。このルールでは試合がラウンド制で行われ、2ラウンド先取したチームの勝利となる。外野と内野のプレイヤーは1ラウンドごとにいれかわる。
RUBBER DUCK PARTY
ステージ中央にある「ラバーダック」の上に一方のチームのだれかが一定時間乗り続けると、ラバーダックがもう一方のチームのゴールに向かって前進していく。先に相手陣地のゴールに到達させれば勝利となる。ラバーダックの上でボタンを長押しするとダンスができ、一定時間ダンスし続けるとラバーダックが一定距離を高速で前進する。

### ミッションモード
FOAMSTAR MISSION
1人プレイ用モード。様々なミッションに取り組みながら各操作キャラクターの使用方法を学ぶことができる。
SQUAD MISSION
最大4人で協力プレイするモード。次々に襲ってくる「シャボンモンスター」たちを倒してハイスコアを目指す。

## フォームスター
シーズンごとに追加されるキャラクターや一部のキャラクターは、有料のプレミアムパスを購入するか無料のシーズンパスで「ティア」を進める、またはゲーム内で特定の条件を達成するとプレイヤーが使用可能なキャラクターとなる。
ソア (CV: 芳野由奈 )
世界的人気のアイドル。「フォームスマッシュ」でも人気となっている。
ΔGITO (CV: 小笠原仁 )
eスポーツ界の実力者。培った能力を発揮するべくノリでフォームスマッシュに参戦した。
トニック (CV: 本多真梨子 )
発明好きの女性。自作の発明品を用いて戦いに臨む。
グレート・ジェッター (CV: 亀山雄慈 )
バスベガスを愛する自称ヒーロー。日々パトロールを行っている。
グウィン (CV: 大津愛理 )
南極でペンギンに育てられた経歴を持ち、故郷を地球温暖化から守るべく大会の優勝賞金の獲得を目指している。
ケイオス・エンダー (CV: 宮瀬尚也 )
浮かれているパリピを毛嫌いしており、泡でパリピを「殺菌」しようと考えている。
ザ・マスター (CV: 三上哲 )
カフェバーのマスター。しかし、時折ただならぬ雰囲気を醸し出している。
ゲーム内で条件を達成すると使用可能となる。
メルティ (CV: 花井美春 )
アイスクリームショップ「メルティーズ」の看板娘で、宣伝のためにフォームスマッシュに参戦した。
シーズン1「STARRY POP」で参戦。
Mr.ボンバヘッド
伝説のレスラーを自称する男。バスベガスでは随一のお調子者。
シーズン2「GROOVY DISCO」で参戦。
クロエ
バスベガスの美術館「FOAM OF FAME」の館長。
メーネル
謎の生命体。眠ると「ダークメーネル」に変身する体質を持つらしい。
バブロ・エスプーマ
伝説のフォームスター・チャンピオン。

## マップ
本作ではバトルルールごとにマップが用意されている。

### SMASH THE STAR
レディアント・リズム・ガーデンズ
バスベガスで人気の観光名所となっている、公園のマップ。
アクア・ブラスト・アドベンチャーズ
巨大なサメのオブジェが特徴のナイトプールのマップ。
フォメオパトラズ・クレイジー・ホイール
巨大なルーレットの形をしたアトラクションのマップ。

### HAPPY BATH SURVIVAL
バスベガス・ドリーム・キャビネット
バスベガスでは最大のアミューズメントアーケードにある、超特大サイズのピンボールのマップ。
ファンキー・タウン・ファンクション
巨大なミラーボールが設置された、ディスコのマップ。
ザ・ウィスキット・ダイナー
シュガーワッフルが人気の、ダイナーのマップ。

### RUBBER DUCK PARTY
フュージョン・コースター・キングダム
ジェットコースターが駆け巡る、摩天楼のテーマパークのマップ。
ラバーダックス・スパラリオス・オアシス
黄金で彩られた、会員制のスパリゾートのマップ。
ショアライン・ショッピング・スプリー
夜景が美しい、海沿いのショッピングモールのマップ。

## 沿革
- 2023年
  - 5月25日、PlayStation Showcaseにて発表[4]。
  - 9月30日〜10月2日、オープンベータパーティーが実施[5][6]。
- 2024年
  - 2月6日、配信開始[2]。
  - 2月6日〜3月8日、STARRY POPシーズンが開催[7]。
  - 12月13日(金)〜2025年1月17日のシーズンアップデート PARTY GOES ON!でアップデート終了、実質サービス終了。
- 2025年
  - 1月17日のPARTY GOES ON!で実質サポート終了。